# Henry K. Thatcher
Pour les articles homonymes, voir Thatcher.
Henry Knox Thatcher (26 mai 1806 - 5 avril 1880) était un contre-amiral (rear admiral) de la marine américaine (United States Navy) pendant la guerre civile américaine. 

## Biographie

### Jeunesse et carrière
Il est né à Thomaston, dans le Maine, de Lucy Flucker (née Knox) et Ebenezer Thatcher, la fille du Major Général Henry Knox et de Lucy Flucker Knox, une révolutionnaire. Nommé à l'Académie militaire américaine de West Point en 1822, Thatcher est absent pour cause de maladie pendant la majeure partie de la première année et démissionne en avril 1823,. Il est ensuite nommé aspirant (midshipman) dans la marine le 4 mars 1823.
Thatcher passe la plupart des quatre années suivantes à bord de la frégate United States. Il devient aspirant passé (passed midshipman) le 4 mars 1829 et en 1830-1831, il sert à bord de la goélette Porpoise et du sloop de guerre (sloop-of-war) Erie dans les Antilles.
Il est promu lieutenant le 28 février 1833 et sert à bord de la goélette Experiment dans la baie de Chesapeake.
Il a ensuite servi sur la frégate Delaware dans l'escadron de la Méditerranée (Mediterranean Squadron) en 1834-35; il a eu un service spécial en 1837 ; et est retourné en Méditerranée sur la frégate Brandywine en 1840. Il sert à bord du navire de réception à Boston en 1843-46, puis sur le sloop-of-war Jamestown , qui fait partie de l'Africa Squadron en 1847-50. Après avoir été affecté au chantier naval de Boston (Boston Navy Yard) en 1851, il commande le navire de ravitaillement Relief en 1852.
Promu commandant (commander) le 14 septembre 1855, alors qu'il était officier exécutif de l'asile naval de Philadelphie, Thatcher a ensuite commandé le petit sloop de guerre Decatur dans le Pacifique en 1857-59. Il fut l'officier exécutif du Boston Navy Yard de novembre 1859 à novembre 1861, et joua ainsi un rôle dans la vaste expansion de la Marine qui commença avec le début de la guerre civile en avril 1861.

### Guerre civile
Il est promu capitaine (captain) en 1861, et, alors qu'il commande le grand sloop de guerre Constellation en Méditerranée, il atteint le grade de commodore le 3 juillet 1862.
Il commande la frégate à vapeur Colorado dans l'escadron de blocage de l'Atlantique Nord (North Atlantic Blockading Squadron) en 1864-65, et une division de l'escadron de l'amiral David Dixon Porter lors des deux batailles de Fort Fisher en décembre 1864 et janvier 1865. Thatcher est ensuite nommé au commandement de l'escadron du golfe occidental (Western Gulf Squadron) et commence immédiatement les opérations en coopération avec le général Edward Canby, commandant de l'Armée du Mississippi occidental (Army of West Mississippi), pour la prise de Mobile, en Alabama. Après un bref et vigoureux bombardement, Spanish Fort et Fort Blakeley sont capturés par l'armée de l'Union le 9 avril 1865. Les principales défenses de la ville étant perdues, les troupes confédérées évacuent Mobile le 12 avril. Une reddition formelle a été exigée par le général Gordon Granger et le contre-amiral Thatcher, et la ville a été prise en possession.
Le 10 mai, les forces navales confédérées (Confederate States Navy) dans le Golfe se rendent à Thatcher. Sabine Pass et Galveston, les seuls points fortifiés encore tenus par les rebelles sur la côte du Golfe, capitulent le 25 mai et le 2 juin 1865.

### Carrière après-guerre
Thatcher resta au commandement dans le Golfe du Mexique jusqu'en mai 1866, recevant une promotion de contre-amiral le 25 juillet 1866, et commanda l'escadron du Pacifique Nord (Pacific Squadron) en 1867-68. C'est là qu'il reçut une médaille et fut fait Chevalier de l'Ordre royal de Kamehameha Ier par le roi Kamehameha V des îles Hawaï, un honneur qu'il fut autorisé à accepter en vertu d'une loi spéciale du Congrès.
Bien qu'inscrit sur la liste des retraités le 26 mai 1868 lorsqu'il atteint l'âge de 62 ans, Thatcher sert comme amiral de port à Portsmouth dans le New Hampshire, en 1869-70.
En vertu de sa descendance de son grand-père, le major général Henry Knox, Thatcher était membre de la Massachusetts Société des Cincinnati (Society of the Cincinnati) du Massachusetts. Il devient président de la Massachusetts Society en 1871.
Thatcher et sa famille s'installent à Winchester, dans le Massachusetts, où il passe les neuf années restantes de sa vie. Le contre-amiral Thatcher meurt à son domicile le 5 avril 1880.

## Hommages
Deux navires ont été baptisés USS Thatcher en son honneur.

## Source
- (en) Cet article est partiellement ou en totalité issu de l’article de Wikipédia en anglais intitulé « Henry Thatcher » (voir la liste des auteurs).